# ميخائيل إي. كراوس
ميخائيل إي. كراوس (بالإنجليزية: Michael E. Krauss)‏ هو لغوي أمريكي، ولد في 15 أغسطس 1934 في كليفلاند في الولايات المتحدة، وتوفي في 11 أغسطس 2019 في نيدهام في الولايات المتحدة.